# Сообщество пятидесятнических церквей Бурунди
Сообщество пятидесятнических церквей Бурунди (фр. Communaute des Eglises de Pentecote au Burundi, CEPBU) — христианская пятидесятническая церковь в Бурунди. Объединяет ок. 1 млн верующих; по числу верующих является второй (после Римско-католической церкви) религиозной организацией в Бурунди.
Штаб-квартира организации расположена в Бужумбура.
Сообщество пятидесятнических церквей Бурунди относится к пятидесятникам двух благословений. Вероучение и культ церкви аналогичны большинству пятидесятнических церквей.

## История
В 1934 году правительство Бурунди пригласило в страну двух миссионеров-пятидесятников из Шведской свободной миссии и предоставило им два участка земли для организации миссионерской станции. В следующем 1935 году шведские пятидесятники запустили две миссионерские станции — одну в Кайогоро (провинция Макамба), другую в Киремба (провинция Бурури). В сентябре 1936 года в Киремба было проведено первое водное крещение для четверых новообращённых.
С 1960 года пятидесятнические церкви Бурунди управляются национальными лидерами. К этому времени в стране существовало 356 пятидесятнических церквей и 67 тыс. верующих. Каждая поместная церковь имела широкую автономию, однако, для более успешного сотрудничества в 1962 году была создана Ассоциация взаимопомощи пятидесятнических церквей Бурунди. В 1975 году ассоциация была переименована в Сообщество пятидесятнических церквей Бурунди.
C начала 1990-х годов пятидесятнические церкви оказались охваченными широким духовным пробуждением. В 1997 году Сообщество пятидесятнических церквей объединяло 281 тыс. прихожан, в 2000 году число прихожан выросло до 520 тыс. в 2773 церквах. В январе 2008 года церковь насчитывала 793 тыс. последователей.
Церковь управляется Генеральной ассамблеей и избираемым Советом директоров.

## Социальное служение
Помимо духовного служения, Сообщество пятидесятнических церквей Бурунди занимается широкой социальной деятельностью. Особое внимание церковь уделяет образованию, здравоохранению, развитию сельского хозяйства и борьбе с голодом.
За время существования, Сообщество пятидесятнических церквей построило по всей стране 521 школу (включая 165 средних общеобразовательных школ). Церковь также создала 1544 центра грамотности. Начиная с 1982 года в подобных центрах научились читать и писать 494 тыс. взрослых жителей страны.
Значительные усилия были предприняты церковью для обеспечения населения питьевой водой. Сообщество оборудовало в Бурунди 1200 водных источников и построила в общей сложности 300 км водопровода. Также, при церкви действуют 26 центров здоровья. С 2008 года Сообщество подключилось к борьбе с ВИЧ/СПИДом.
Роль церкви в борьбе с голодом и восстановлении страны оценена высшим руководством Бурунди.